# 艾瑟尔河畔克林彭

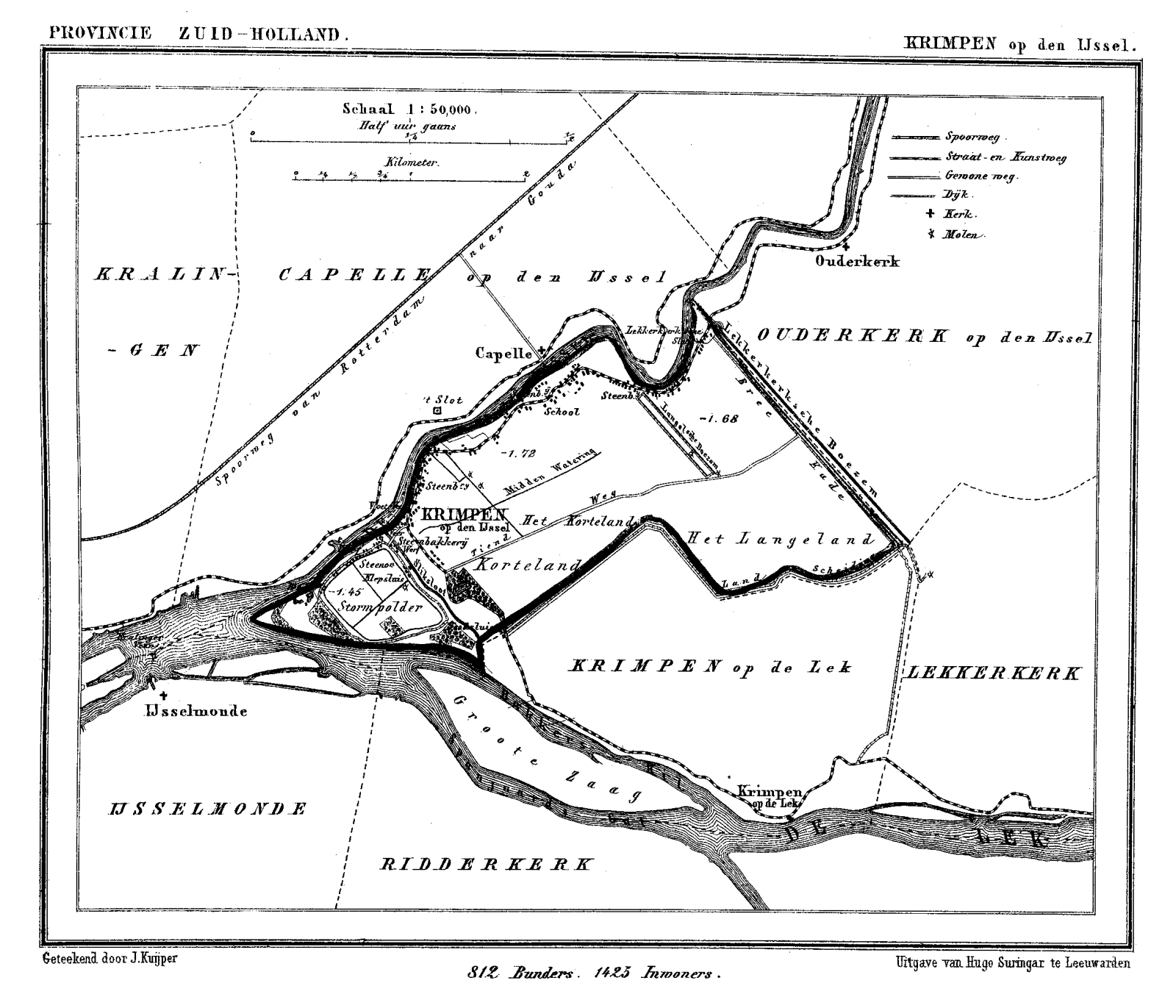
1867年的艾瑟尔河畔克林彭

艾瑟尔河畔克林彭（荷蘭語：Krimpen aan den IJssel，荷蘭語發音：[ˈkrɪmpə(n) aːn dɛn ˈɛisəl] ⓘ）是荷兰南荷兰省的一个市镇。2006年人口28800。面积8.93 km²，其中1.10 km²为水域。